# 1956年著作権法
1956年著作権法（英: Copyright Act 1956）は1956年11月5日に裁可されたイギリスの法律。この法律はイギリス国内における著作権法を拡張するものであり、国際的な著作権法の流れや技術進歩にイギリスの著作権法を適合させるために採決された。
万国著作権条約やブリュッセルで改定されたベルヌ条約に対応しており、この著作権法によって1911年著作権法で定められていた登録制は廃止された。